# Queen's House

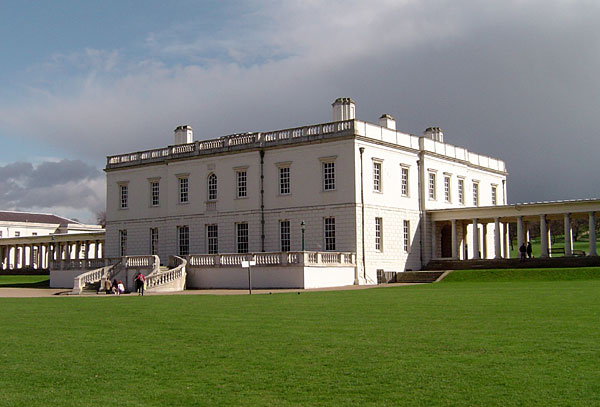
Fachada de Queen's House

A Queen's House é um palácio da Inglaterra situado no borough de Greenwich, em Londres. Foi desenhada e iniciada entre 1614 e 1617 pelo arquitecto Inigo Jones, no início da sua carreira arquitetônica, para a Rainha Ana da Dinamarca, a esposa do Rei Jaime I. O palácio foi alterado e completado por Jones, numa segunda campanha cerca de 1635, para a Rainha Henriqueta Maria de França, esposa do Rei Carlos I. A Queen's House é um dos mais importantes edifícios da história da arquitetura britânica, sendo o primeiro edifício conscientemente clássico a ser construído na Grã Bretanha. Foi a primeira encomenda importante feita a Jones depois deste regressar do seu grand tour pela Arquitectura da Roma Antiga, do Renascimento e Palladiana em Itália, ocorrido entre 1613 e 1615.
Alguns edifícios ingleses anteriores, como Longleat House, haviam adotado elementos do estilo clássico, mas estes restringiam-se a pequenos detalhes, não se aplicando de uma forma sistemática. A forma destes edifícios não era informada pelo entendimento de precedentes clássicos. A Queen's House devia parecer revolucionária aos olhos ingleses daquela época. Jones foi creditado com a introdução do Palladianismo com a construção da Queen's House. Apesar de divergir das limitações matemáticas de Palladio e ser, provavelmente, o precedente imediato da planta em forma de H, está no caminho da Villa Medicea di Poggio a Caiano, desenhada por Giuliano da Sangallo.

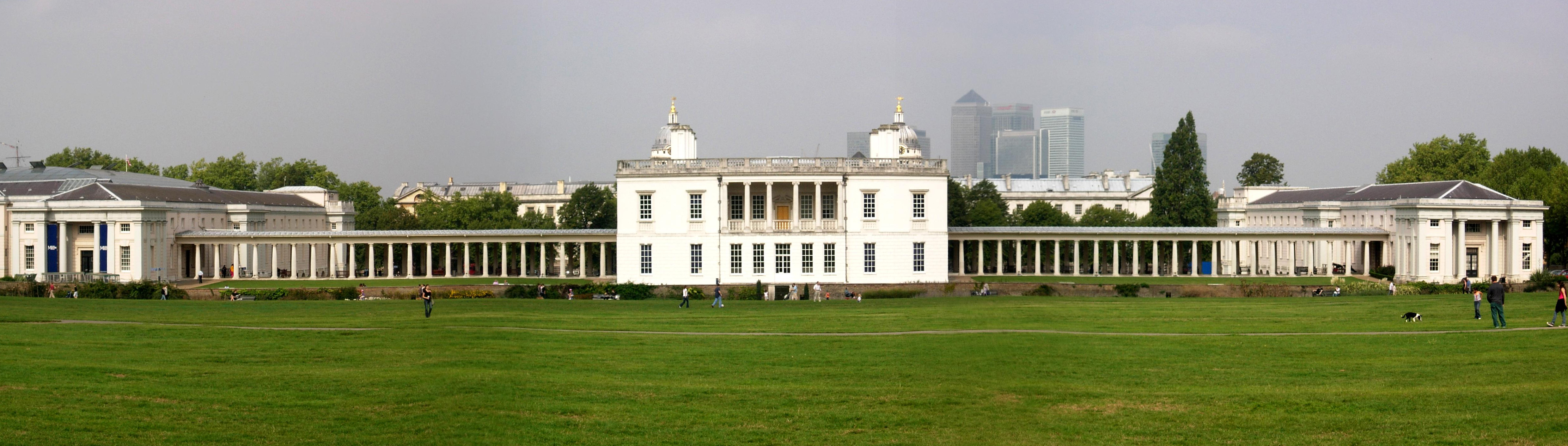
A Queen's House vista do fundo da Colina do Observatório, mostrando o palácio original (1635) e as alas adicionais ligadas por colunatas (1807)

Atualmente é um listed building classificado com o Grau I e um Scheduled Ancient Monument, um estatuto que inclui a vista axial de 115 pés para o Rio Tâmisa.

## Notas

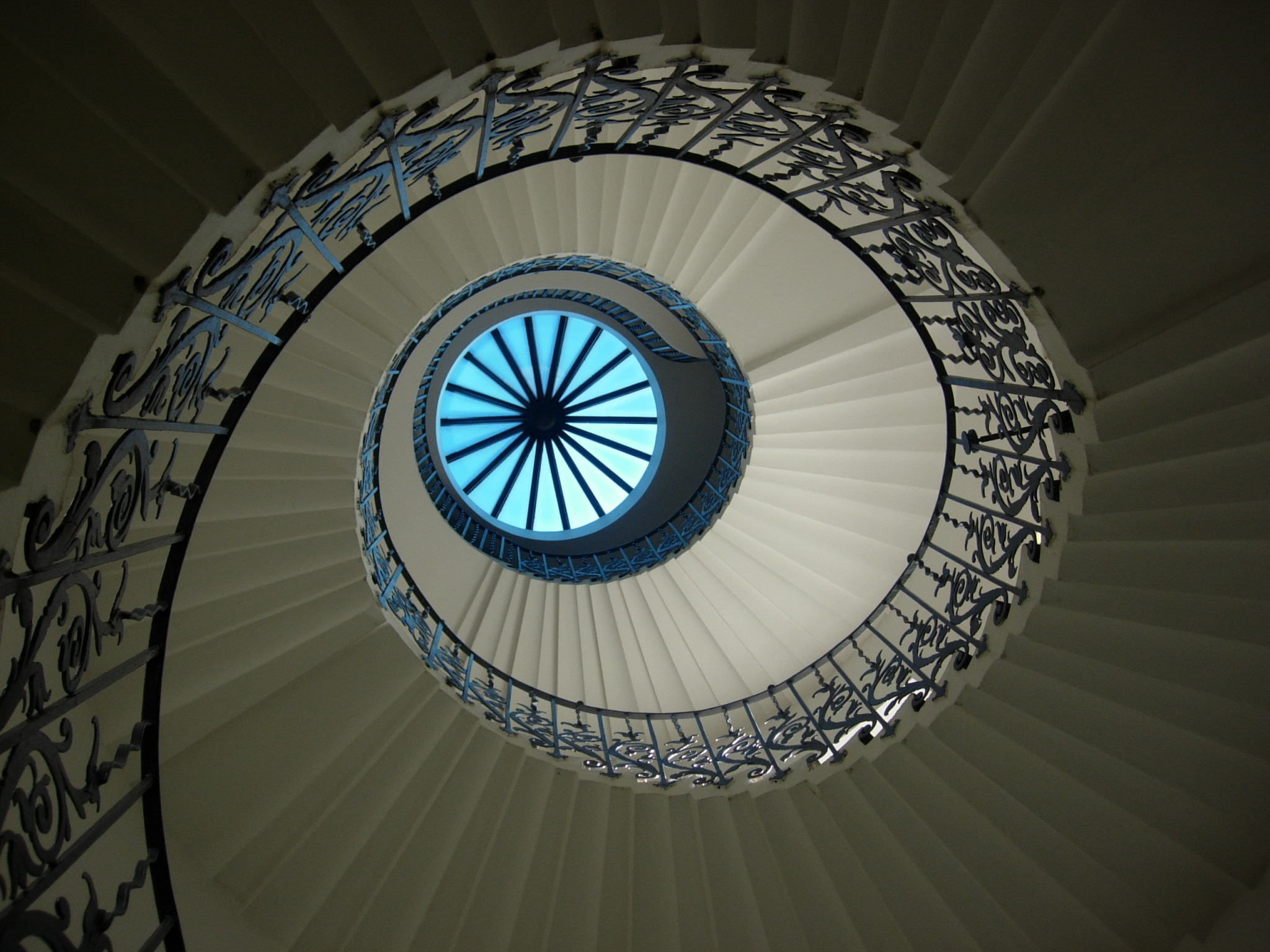
A Escadaria Tulipa e lanterna vistas de baixo; a primeira escada em espiral sem suporte central construída na Inglaterra. As escadas estão suportadas por consolas a partir das paredes, com cada degrau assente no anterior.

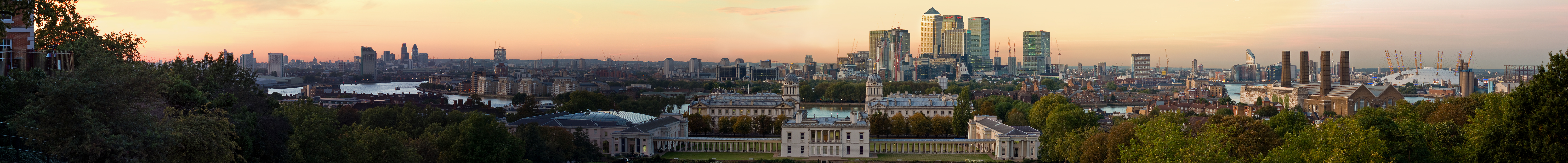
Vista panorâmica do Parque de Greenwich com a Queen's House ao centro

## História inicial

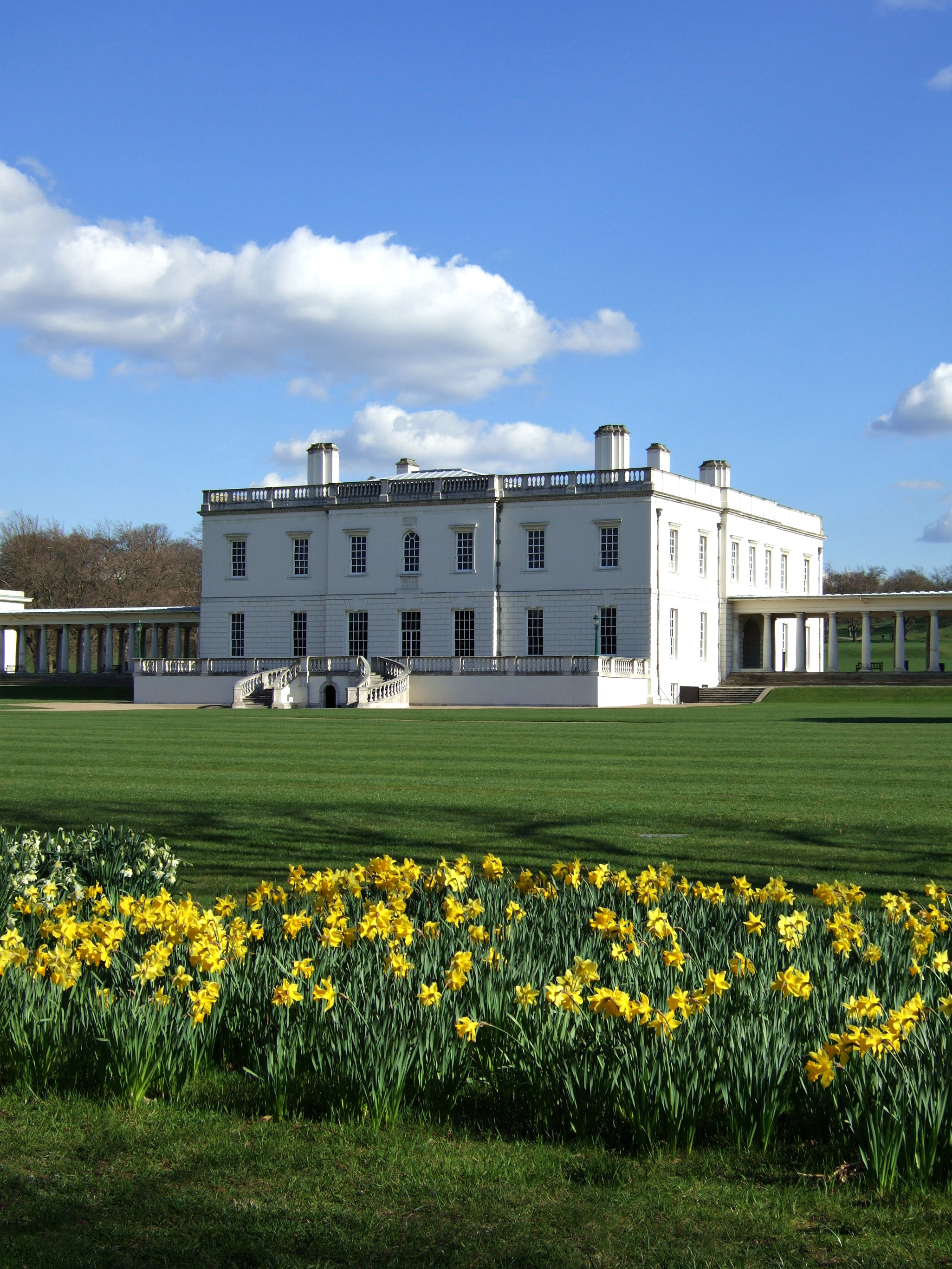
Fachada da Queen's House

A Queen's House foi construída como um anexo do Palácio de Greenwich, previamente conhecido, antes do seu desenvolvimento por Henrique VII, como Palace of Placentia, o qual era um edifício disperso, constituído principalmente por tijolo vermelho, num estilo mais vernáculo. A aparência deste deve ter apresentado um dramático contraste com a recém-construída, e pintada de branco, Queen's House, apesar de a última ser muito menor e, na verdade, constituir uma versão moderna de uma velha tradição de "casas de jardim" privadas. Não era, por isso, um edifício público, estando destinada ao uso exclusivo do círculo de amizades privadas da rainha.

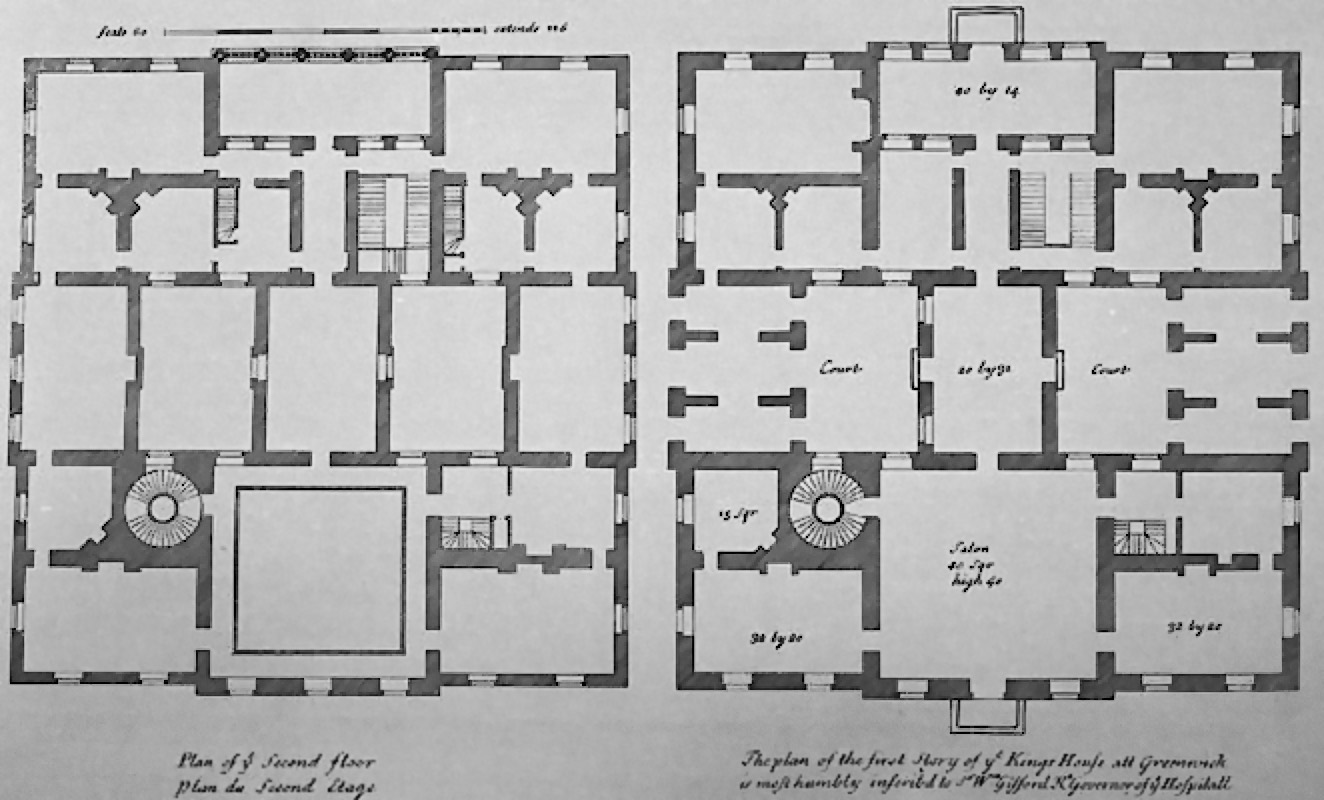
Planta da Queen's House. O salão é um cubo de 40 pés (12,2 metros)

No entanto, o uso original deste palácio foi muito curto - não mais de sete anos - antes do início da Guerra Civil Inglesa, em 1642, a qual varreu a cultura da corte da qual nasceu. Dos seus interiores, três tetos e algumas decorações das paredes sobreviveram em parte, mas nenhum interior permanece no seu estado original. Este processo começou logo em 1662, quando alguns maçons removeram um nicho com as figuras e uma lareira.
A Queen's House, apesar de ter sido escassamente usada para o seu fim original, providenciou o centro focal distante para o Greenwich Hospital de Sir Christopher Wren, com uma lógica e grandeza que tem parecido inevitável para os historiadores da arquitetura. No entanto, este cenário foi motivado pela insistência da Rainha Maria II para que a vista para o rio a partir da Queen's House não fosse estragada.

## Construção do Greenwich Hospital

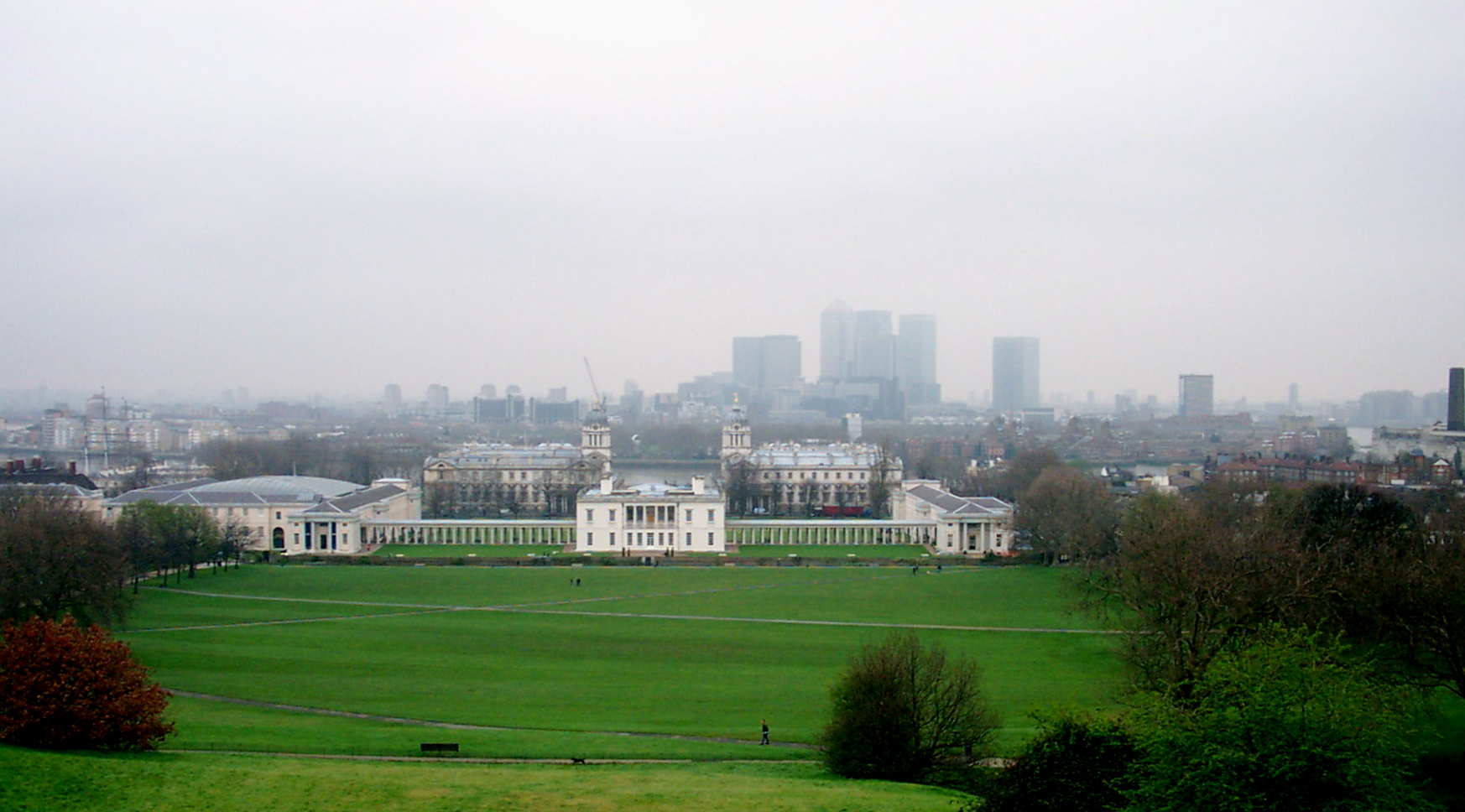
Vista panorâmica da Queen's House com o Greenwich Hospital ao fundo

Embora o Palace of Placentia tenha sobrevivido como um edifício oficial - sendo usada para a deposição em câmara ardente dos Almirantes da Commonwealth Richard Dean (1653) e Robert Blake (1657) — o palácio principal foi progressivamente demolido entre as décadas de 1660 e 1690 e substituído pelo Royal Hospital for Seamen, o qual é habitualmente conhecido como Greenwich Hospital, construído entre 1696 e 1751 segundo os planos de Sir Christopher Wren. Este é atualmente chamado de Old Royal Naval College, devido ao seu uso posterior entre 1873 e 1998.

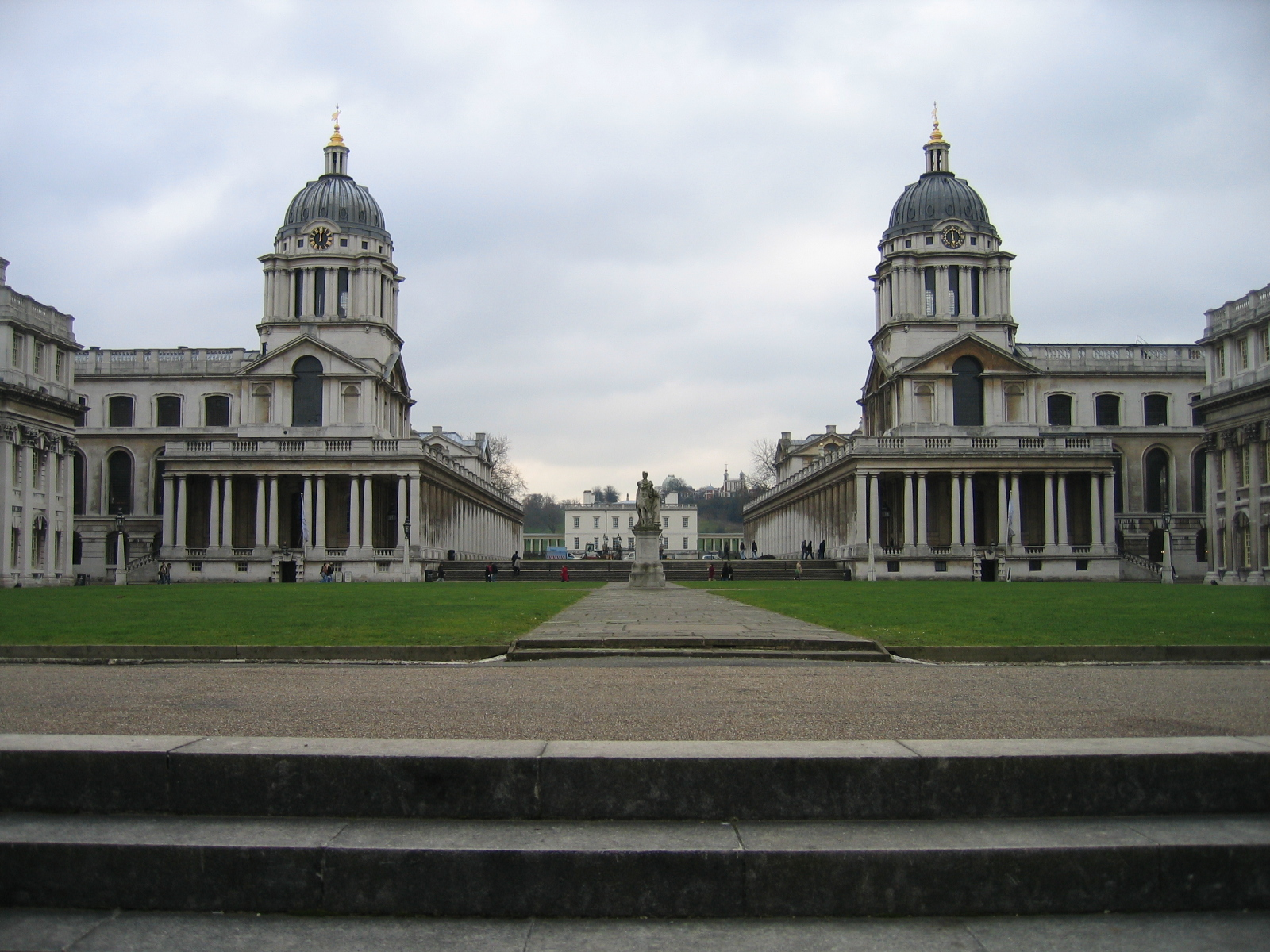
O Greenwich Hospital com a Queen's House ao fundo

A posição da Queen's House e a ordem da Rainha Maria II para que esta mantivesse as vistas para o rio (apenas ganhando com a demolição do velho palácio), ditaram que o hospital desenhado por Wren fosse constituído por um par de "pátios" combinados separados por uma grande 'vista' com a largura exacta da Queen's House (115 pés). O conjunto forma uma impressionante combinação arquitectónica que se estende do Tâmisa ao Greenwich Park, sendo um dos principais elementos que, em 1997 foi classificado pela UNESCO como Património da Humanidade, com o título de Greenwich Marítima.

## Acrescentos do século XIX

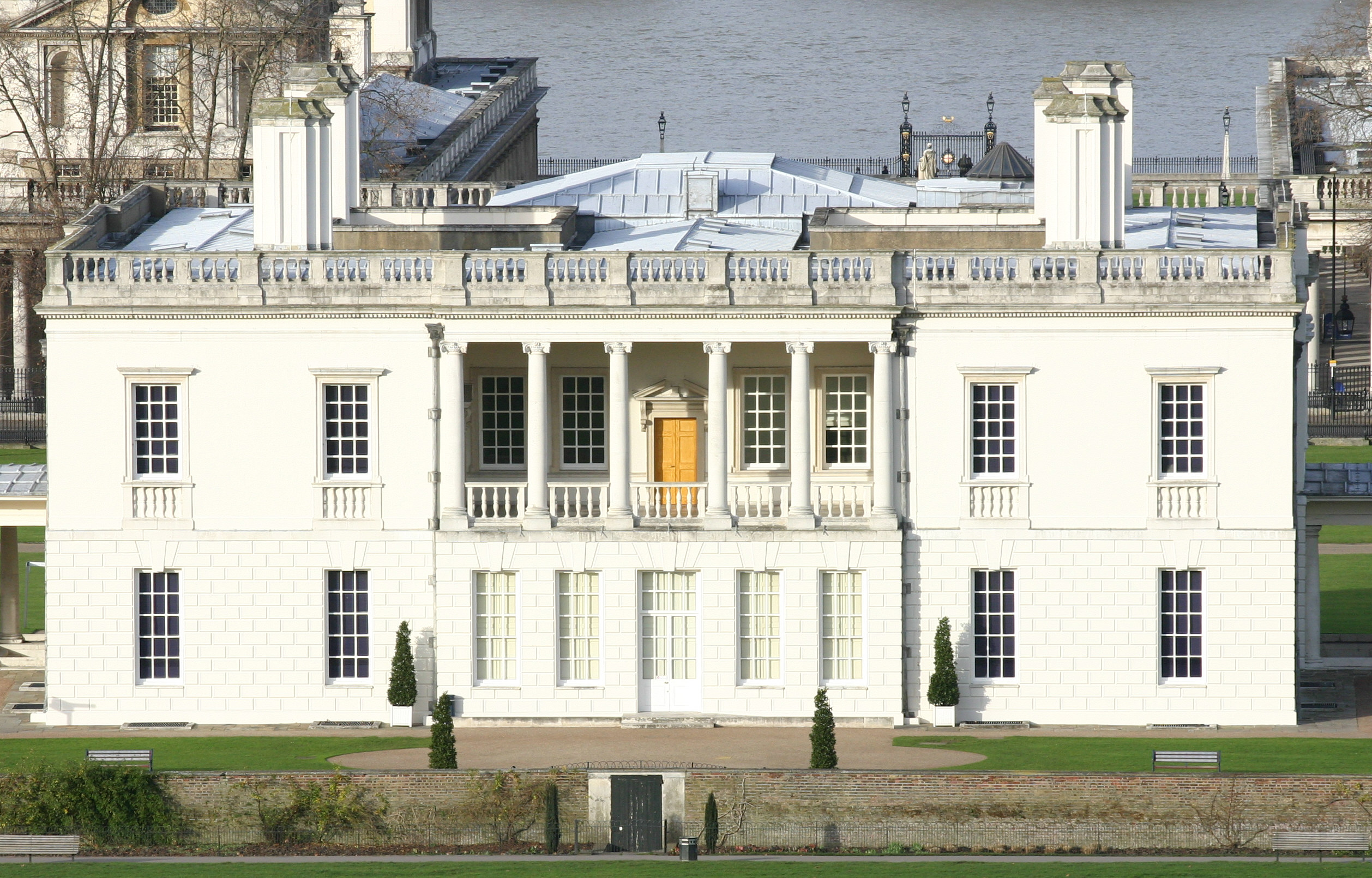
A Queen's House vista do Parque de Greenwich

A partir de 1806 a própria Queen's House era o centro da instituição que se tornaria, em 1892, na Royal Hospital School para os filhos dos marinheiros. Esta necessitava de novas alas de acomodação, passando o palácio a ser flanqueado por um par de novos edifícios situados a este e oeste e ligados ao edifício principal por uma colunata de 1807 (desenhada pelo arquitecto das Docas de Londres, Daniel Asher Alexander), com novas extensões sobreviventes até 1876. Em 1933 a escola mudou-se para Holbrook, no Suffolk. Os seus edifícios de Greenwich, incluindo a Queen's House, foram convertidas e restauradas de forma a acomodarem o novo National Maritime Museum (NMM), criado por um Ato do Parlamento em 1934 e inaugurado em 1937.
Os terrenos imediatamente a norte da Queen's House foram revalorizados no final da década de 1870 depois da construção do túnel entre as estações ferroviárias de Greenwich e Maze Hill. O túnel fazia parte da progressão do Caminho de Ferro de Londres e Greenwich, tendo sido inaugurado em 1878.

## Actualidade

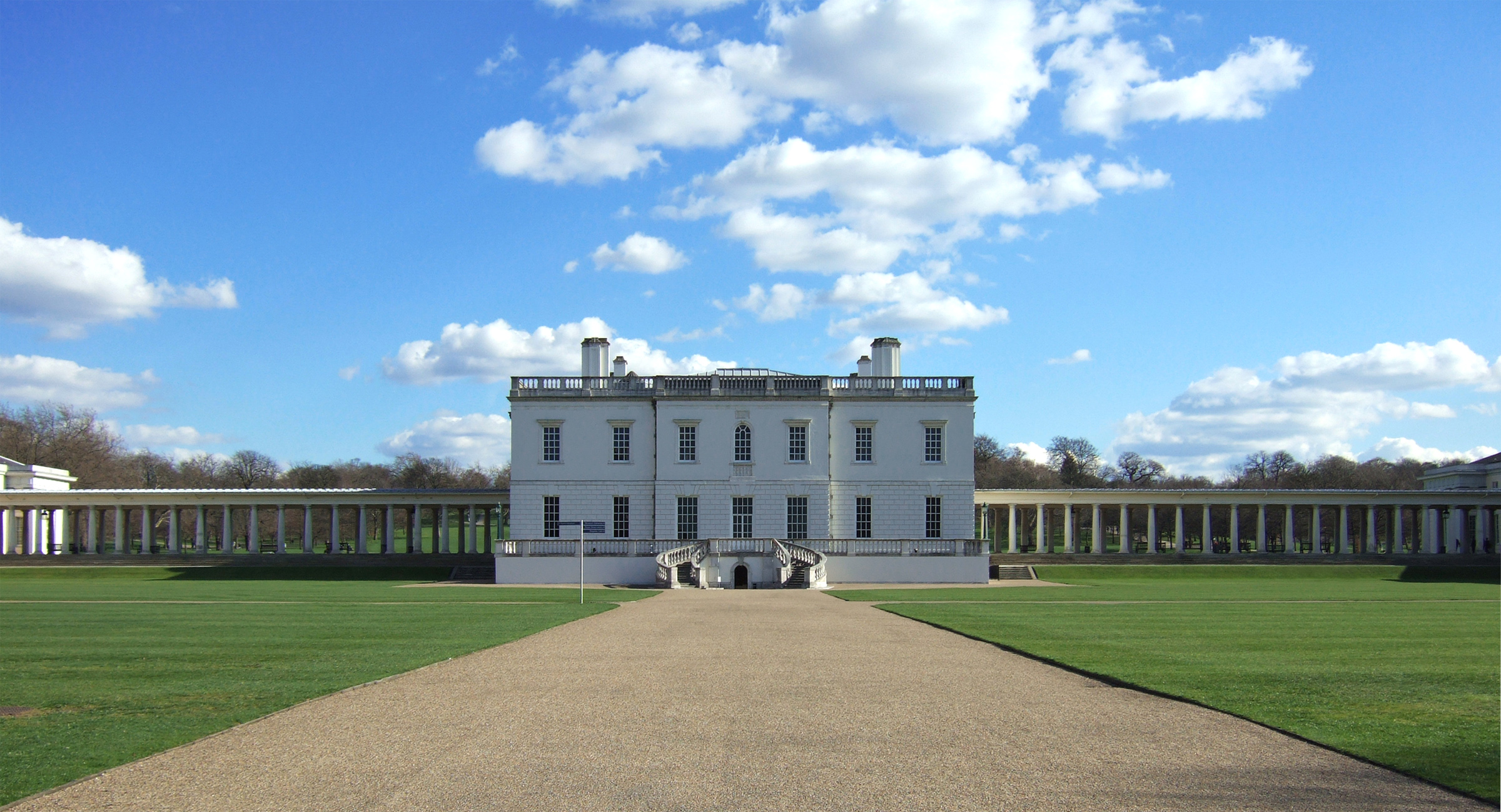
A Queen's House vista do portão principal

O palácio foi restaurado entre 1986 e 1999, sendo atualmente amplamente usado para expôr uma parte substancial da colecção de pinturas marinhas e retratos do museu (datados, principalmente, entre os séculos XVII e XX, e para outros eventos públicos e privados. A Queen's House está, por norma, aberta ao público diariamente, sem cobrança de entrada, juntamente com as outras galerias do museu e o seiscentista Royal Greenwich Observatory, o qual também faz parte do National Maritime Museum.
"Queen's House" também foi o nome usado pela Buckingham House, a qual daria, mais tarde, origem ao Buckingham Palace, quando esta serviu de residência à Rainha Charlotte durante o reinado de Jorge III.

## Figuras ligadas à Queen's House
São três as figuras principais ligadas à Queen's House, o arquiteto Inigo Jones e as Rainhas Ana da Dinamarca e Henriqueta Maria da França.

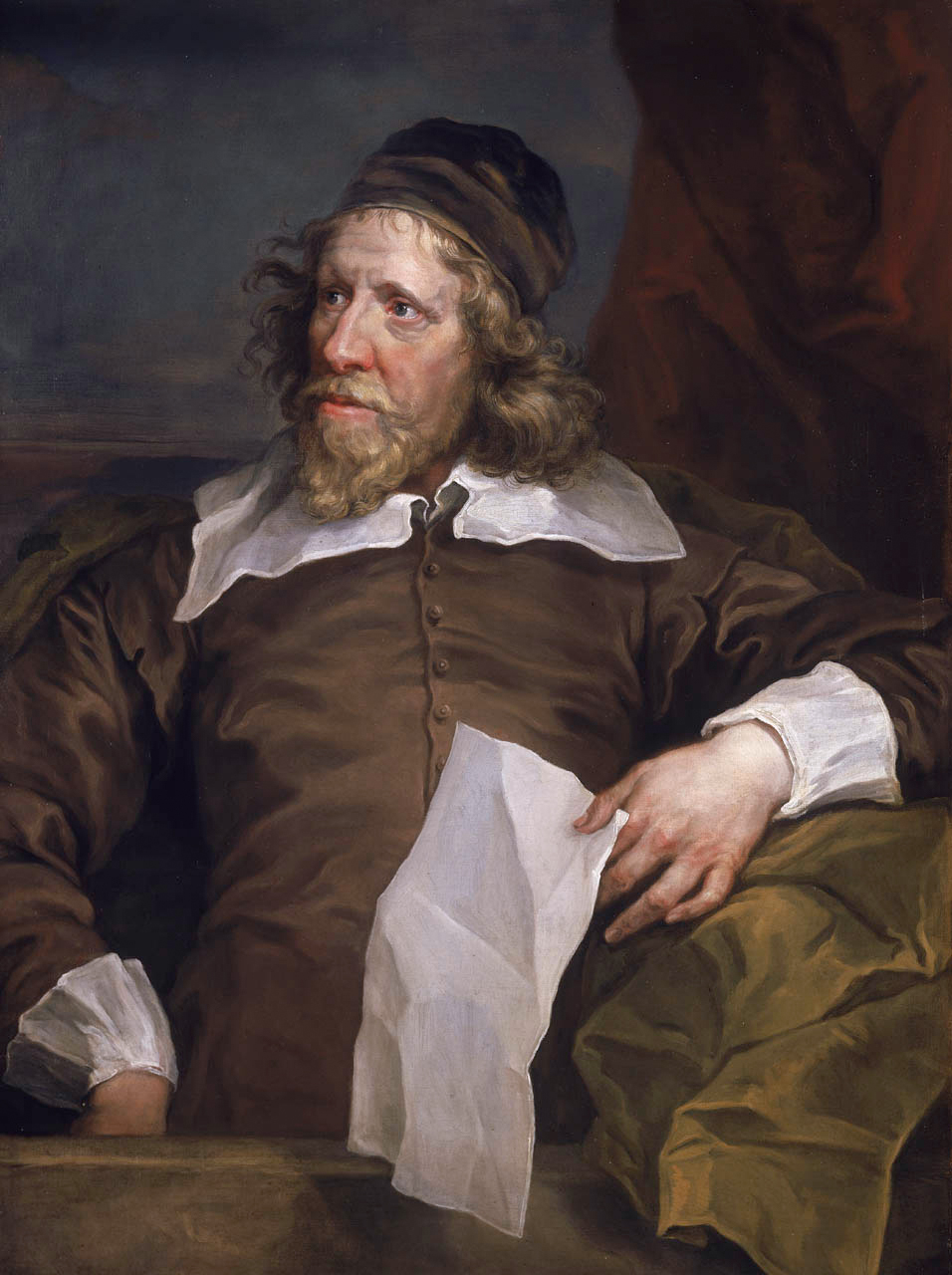
Arquitecto Inigo Jones
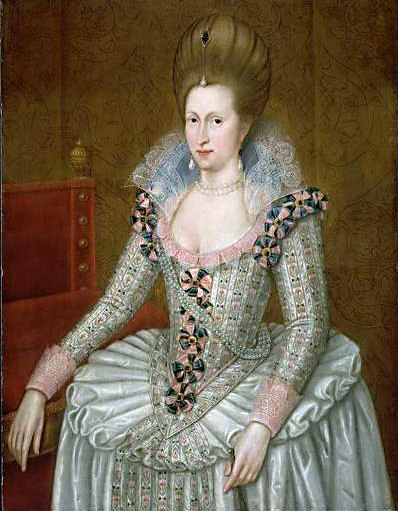
Rainha Ana da Dinamarca
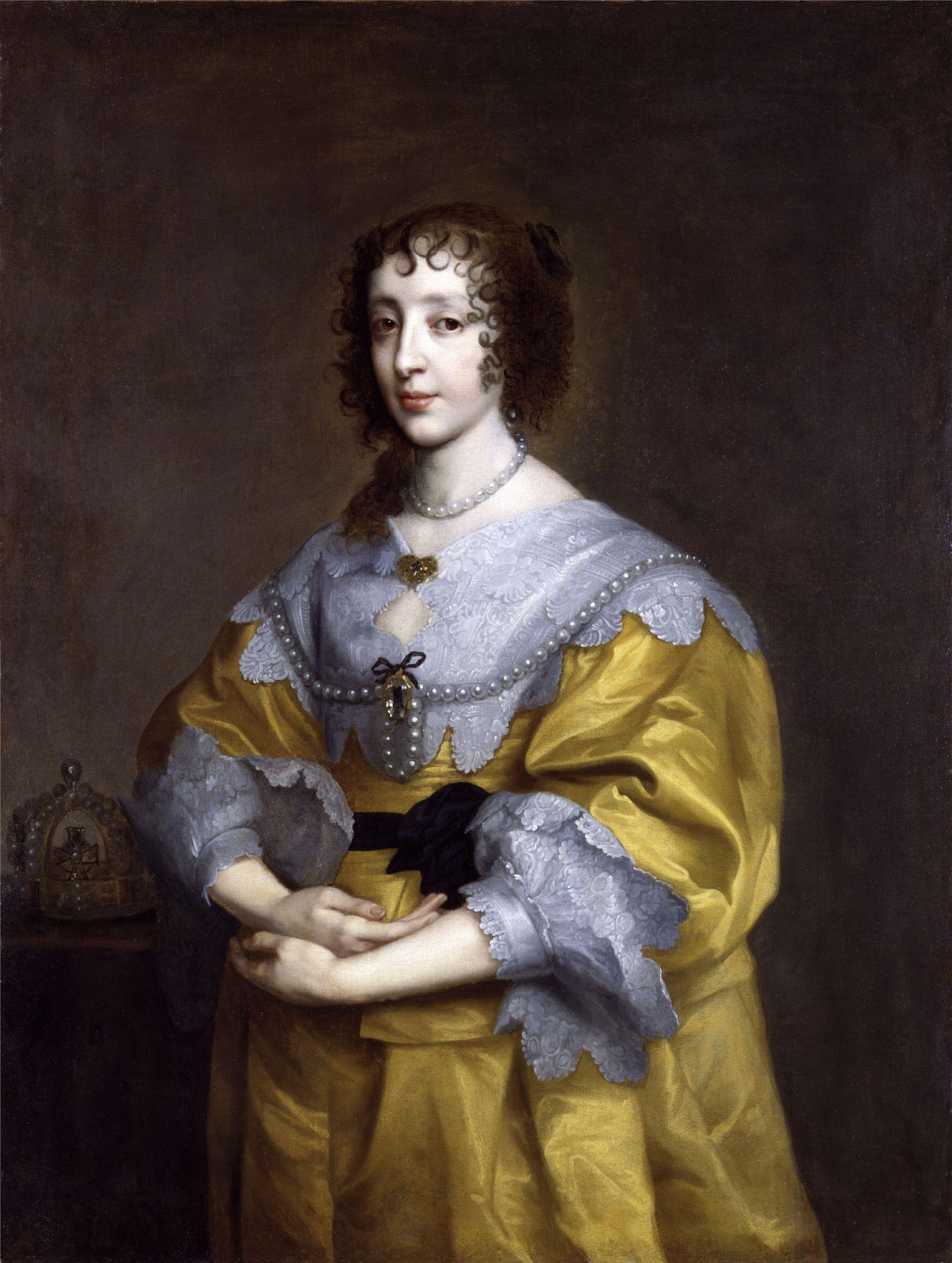
Rainha Henriqueta Maria da França